# Ettelbrück
Ettelbrück (luxemburgisch Ettelbréckⓘ, französisch Ettelbruck) ist eine Stadt und eine Gemeinde im Großherzogtum Luxemburg. Sie ist die größte Gemeinde im Kanton Diekirch mit 9688 Einwohnern (Stand 1. Januar 2023). Zusammen mit den Gemeinden Bettendorf, Colmar-Berg, Diekirch, Erpeldingen und Schieren bildet Ettelbrück den Kern der Nordstad. Diese Region gilt neben den Städten Luxemburg und Esch an der Alzette als dritter Entwicklungspol des Großherzogtums. Bei Ettelbrück fließen die Flüsse Alzette, Sauer und Wark zusammen.

## Geographie

### Geographische Lage
Die Stadt liegt im Norden des Großherzogtums, im Gutland. Sie ist je 25 Minuten zur deutschen, 30 Minuten zur belgischen und 50 Minuten zu der französischen Grenze entfernt. Ettelbrück bildet mit den Städten Bettendorf, Colmar-Berg, Diekirch, Erpeldingen und Schieren den Kern der Nordstad.

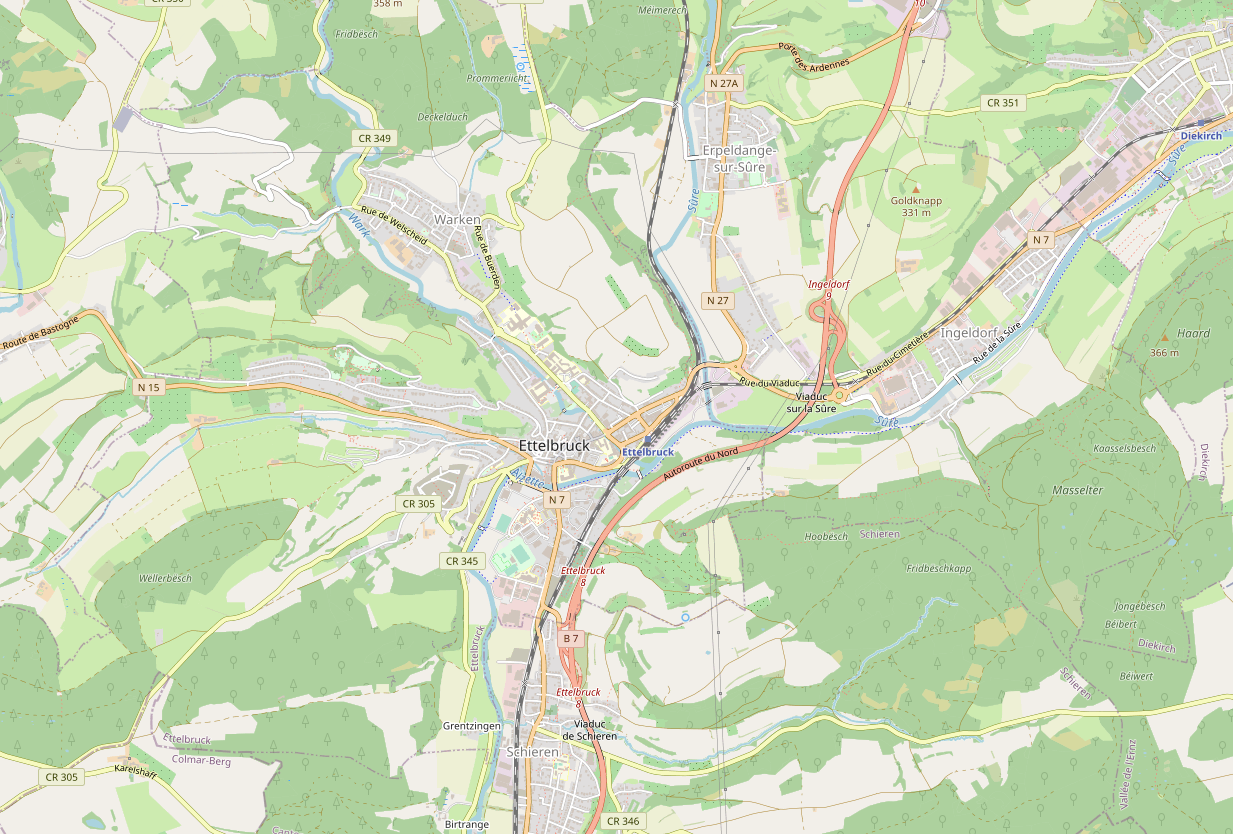
Karten von Ettelbrück und Umgebung

### Stadtgliederung
Das Stadtbild wird geprägt durch das Alzette-Tal, in dem die Innenstadt liegt. Umrundet wird die Stadt von den Hügeln Haard, Kneppchen, Lopert und Nuck.
Ettelbrück lässt sich in fünf Quartiere aufgliedern: Deich, Garer Quartier, Lopert, Warken und Zentrum.
Das Zentrum liegt in der Talsenke der Alzette und beinhaltet u. a. viele Geschäfte, die Fußgängerzone, die Grundschule und das Rathaus. Deich ist der industrielle Teil der Stadt; dort befindet sich auch das Stadion und der Sportkomplex. Das Garer Quartier ist das Bahnhofsviertel. Warken ist eine fast ausschließliche Wohngegend. Der Lopert ist der einzige Stadtteil, der nicht im Tal liegt, sondern auf dem gleichnamigen Hügel errichtet wurde. Es ist bis auf wenige Händler an der N15 ein Wohnviertel.
Mit den Ortschaften Schieren, Erpeldingen, Ingeldorf und Feulen, die Ettelbrück umringen, bildet Ettelbrück ein Zentrum des Luxemburger Nordens.

### Klima

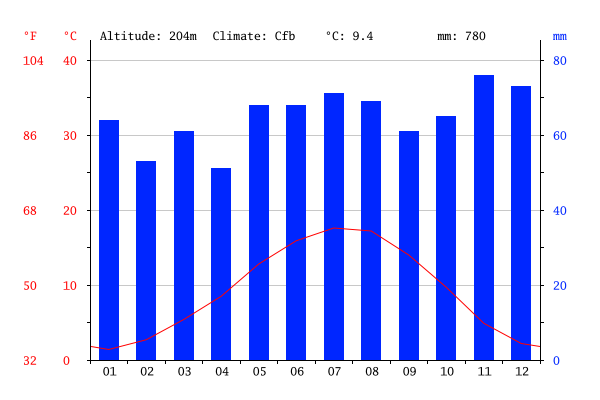
Klimadiagramm

In Luxemburg herrscht ein gemäßigtes Kontinentalklima, das durch atlantische Meereswinde beeinflusst wird und sich durch milde Winter und angenehme Sommer auszeichnet. Die Luft ist meist mild und feucht; die Niederschlagsmenge beträgt 782,2 mm; Temperaturen im Jahresmittel 9 °C, im Januar 0,8 °C, im Juli 17,5 °C. Die höchsten Temperaturen werden üblicherweise im Juli und im August gemessen. Zu dieser Zeit beträgt die Durchschnittstemperatur etwa 15–25 °C, es werden nicht selten auch 30–35 °C erreicht.

## Geschichte
Der Name der Stadt leitet sich wahrscheinlich ab von „Atilbriga“, durch die Verbindung von „atil“, des keltischen Worts für fruchtbare Erde, und „briga“, des keltischen Worts für Ort, Siedlung. Atilbriga war die erste bronzezeitliche Siedlung in der fruchtbaren Ettelbrücker Talsenke.
Was frühmittelalterliche Urkunden betrifft, ist der Stadtteil Warken älter als die Kernstadt. Fromme Siedler, die den Heiligen Nazarius verehrten, schenkten ihm und damit dem von ihm gegründeten Kloster Lorsch an der hessischen Bergstraße schon im 8. Jahrhundert Besitz. Die erste Schenkung in „Waringas“ kann auf das Jahr 776 datiert werden (Quelle: Lorscher Codex = CL II 3035), die zweite konnte bis heute nicht datiert werden (CL III 3694). Die Kernstadt erscheint erst im Jahr 901 als „Hethilbrucka“ in einer Landschenkung an das viel näher gelegene Kloster Echternach (Quelle: Regnum Francorum online Echternach 160).
Während des Zweiten Weltkrieges lag die Stadt in der Südflanke der deutschen Ardennenoffensive 1944.

### Einwohnerentwicklung
| Ettelbrück: Einwohnerzahlen von 1821 bis 2024                                     | Ettelbrück: Einwohnerzahlen von 1821 bis 2024 | Ettelbrück: Einwohnerzahlen von 1821 bis 2024 | Ettelbrück: Einwohnerzahlen von 1821 bis 2024 | Ettelbrück: Einwohnerzahlen von 1821 bis 2024 |
| --------------------------------------------------------------------------------- | --------------------------------------------- | --------------------------------------------- | --------------------------------------------- | --------------------------------------------- |
| Jahr                                                                              |                                               |                                               |                                               | Einwohner                                     |
| 1821                                                                              | 1821                                          |                                               | 1.681                                         | 1.681                                         |
| 1871                                                                              | 1871                                          |                                               | 3.401                                         | 3.401                                         |
| 1910                                                                              | 1910                                          |                                               | 4.173                                         | 4.173                                         |
| 1922                                                                              | 1922                                          |                                               | 4.019                                         | 4.019                                         |
| 1935                                                                              | 1935                                          |                                               | 4.606                                         | 4.606                                         |
| 1947                                                                              | 1947                                          |                                               | 4.452                                         | 4.452                                         |
| 1960                                                                              | 1960                                          |                                               | 5.101                                         | 5.101                                         |
| 1970                                                                              | 1970                                          |                                               | 5.990                                         | 5.990                                         |
| 1981                                                                              | 1981                                          |                                               | 6.454                                         | 6.454                                         |
| 1991                                                                              | 1991                                          |                                               | 6.552                                         | 6.552                                         |
| 2001                                                                              | 2001                                          |                                               | 7.344                                         | 7.344                                         |
| 2011                                                                              | 2011                                          |                                               | 7.837                                         | 7.837                                         |
| 2021                                                                              | 2021                                          |                                               | 9.246                                         | 9.246                                         |
| 2024                                                                              | 2024                                          |                                               | 9.965                                         | 9.965                                         |
| Quelle(n): Institut national de la statistique et des études économiques (STATEC) |                                               |                                               |                                               |                                               |

Die Stadt Ettelbrück hatte im Jahr 2016 8541 Einwohner, aufgeteilt auf 4843 Haushalte. Darunter waren 4343 einheimische Luxemburger und eingebürgerte Bewohner (56,9 Prozent) sowie 3698 Menschen mit einem ausländischen Pass (43,3 Prozent). Quelle: STATEC.

## Verkehr

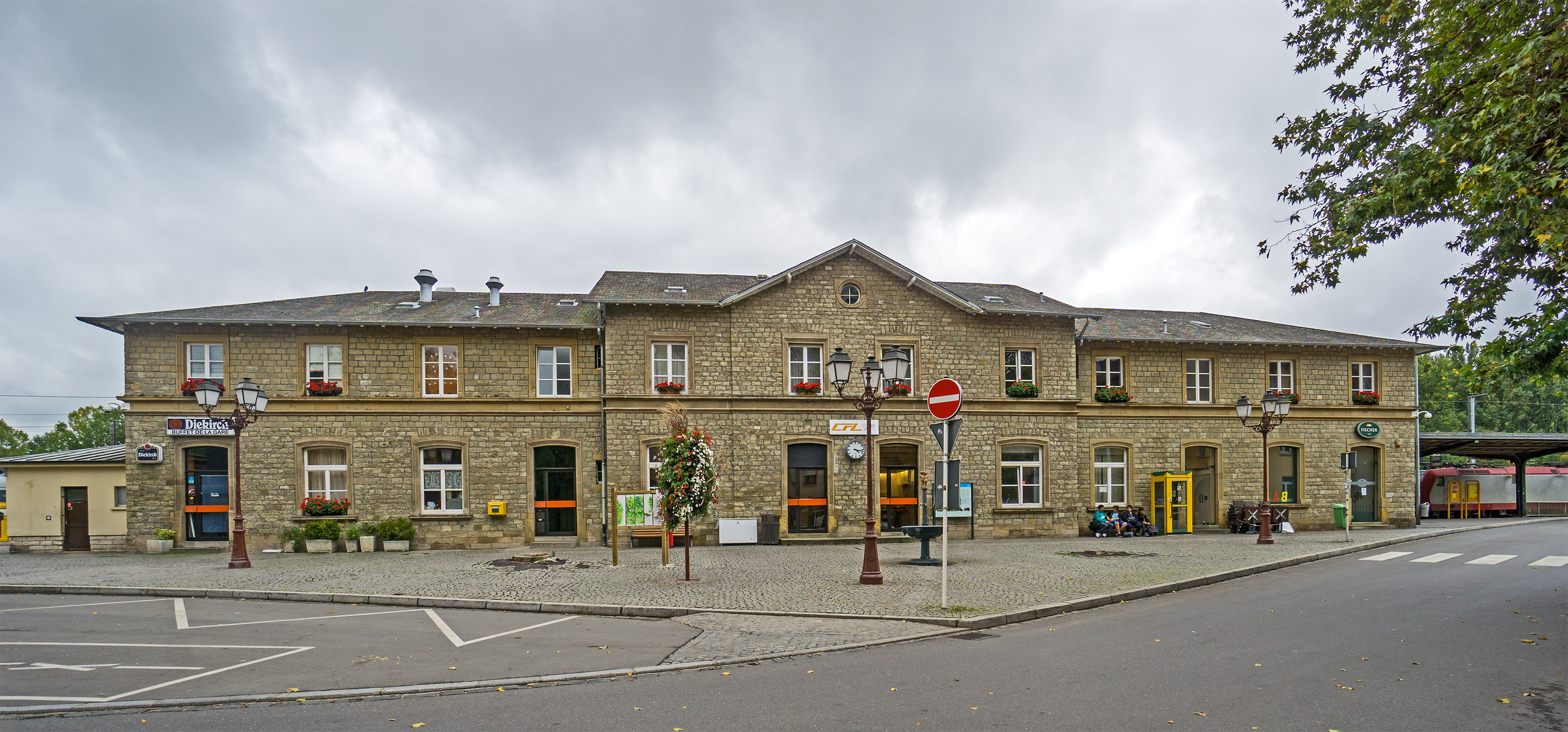
Bahnhofsgebäude (inzwischen abgerissen)

Ettelbrück hat seit 1862 einen großen Bahnhof an der Strecke Luxemburg–Troisvierges – Rivage – Liège/Lüttich, die Luxemburger Nordbahn genannt wird. Ferner zweigt hier die Strecke nach Diekirch ab. Hier halten stündlich die Züge des Nahverkehrs und zweistündlich die Intercity-Züge von und nach Belgien. In Ettelbrück treffen die Nationalstrasse 15, die Nationalstrasse 7 und die Nordstraße (A7) aufeinander.
In Ettelbrück fährt innerstädtisch der CityBus auf einer festen Linie.

## Kunst und Kultur

### Musik
Ende der 1990er Jahre wurde in Ettelbrück ein Zentrum für Künste Centre des Arts Pluriels Edouard Juncker eröffnet, in dem Konservatorium werden Theater gespielt oder Konzerte abgehalten.
Die Erstaufführung der luxemburgischen Nationalhymne fand in Ettelbrück am Place Marie-Adélaïde statt.

### Museen
Das bedeutendste Museum ist das Musée Mémorial Général Patton. Es behandelt den Zweiten Weltkrieg mit Schwerpunkt auf den General George S. Patton, der die Ardennenoffensive entscheidend geprägt hat und den die Stadt Ettelbrück als Kriegshelden verehrt. An der nördlichen Ausfahrt der Stadt befindet sich ein Denkmal zu Ehren des Generals, der die Stadt jedoch niemals betreten hat.

### Denkmale
1940 – 1945 / Zum Gedenken an die Juden aus Ettelbrück – Opfer der Shoa mahnt die Stolperschwelle in der Grand-Rue.

### Sehenswürdigkeiten
- General George Patton Memorial
- General George Patton Museum

- Stade d’Ettelbruck
- Das Rathaus
- Place du marché
- CAPE
- Fußgängerzone
- St. Sébastian Kirche
- Alte Synagoge

## Ruf der Stadt und anderes
Die Zentralpsychiatrie hatte einen bedeutenden Einfluss auf den Ruf und das Bild der Stadt. Das „Geckenhaus in Ettelbrück“ hatte zeitweise eine Höchstbelegung von 1300 Patienten, verfügte über einen schönen Pavillonpark, imposante Bauten und seit den 1970er Jahren zusätzlich über ein symbolträchtiges unverkleidetes Betonhochhaus.
Im Rahmen von Reformmaßnahmen besteht das heutige Centre Hospitalier Neuro-Psychiatrique (CHNP) aus einer psychiatrischen Rehabilitationsklinik mit nur noch rund 200 Betten, einem kleineren Zentrum für geistig Behinderte und einem Altenwohnheim mit angegliederter Psychogeriatrie.
Um die Verkehrssituation zu beruhigen, wurde Anfang der 1990er Jahre eine Umgehungsstraße gebaut und die alte Hauptstraße zu einer Fußgängerzone umfunktioniert.

## Sport
Ettelbrück ist eines der sportlichen Zentren Luxemburgs und beheimatet einige bedeutende Sportvereine, welche der nationalen Spitze angehören. Eine besondere Rolle spielen der Rekordmeister im Basketball, der BBC Etzella, der Fußballverein Etzella Ettelbrück und der Schwimmverein SCDE (Swimming club le dauphin Ettelbruck) mit den drei Schwimmern Raphael Stachiotti, Christine Maillet und Laurent Carnol, die als Teilnehmer der Olympischen Sommerspiele 2008 in Peking dabei waren.
Im Mai 2006 war Ettelbrück Austragungsort der UEFA U-17-Fußball Europameisterschaft. Vom 18. bis 23. August 2008 wurde in Ettelbrück die Indiaca-Weltmeisterschaft ausgetragen.

## Persönlichkeiten

### In Ettelbrück geboren
- Pierre Hemmer (1912–1976), Leichtathlet
- Ernest Mühlen (1926–2014), Politiker
- Marc Henri Reckinger (1940–2023), Maler, Zeichner und Bildhauer
- Fernand Diederich (* 1946), Politiker
- Monique Melsen (* 1951), Sängerin und Kabarettistin
- Lucien Weiler (* 1951), Rechtsanwalt und Politiker
- François Diederich (1952–2020), Chemiker
- Charles Goerens (* 1952), Politiker
- Bady Minck (* 1956), Regisseurin, Künstlerin und Produzentin
- Fernand Etgen (* 1957), Politiker
- Claude Adam (* 1958), Politiker
- Leo Wagener (* 1962), römisch-katholischer Weihbischof in Luxemburg
- Pascal Kohlvelter (* 1964), Radrennfahrer
- Jean-Paul Schaaf (* 1965), Bürgermeister von Ettelbrück, Politiker
- Yves Clausse (* 1969), Olympiateilnehmer im Schwimmen
- Diane Adehm (* 1970), Politikerin
- Léon Gloden (* 1972), Jurist und Politiker
- Carole Dieschbourg (* 1977), Politikerin und Unternehmerin
- Nelson Delgado (* 1980), Basketballspieler
- Maxime Bender (* 1982), Jazzmusiker
- Daniel da Mota Alves (* 1985), Fußballspieler

### Mit Ettelbrück verbunden
- Édouard Juncker (1921–1999), Bürgermeister von Ettelbrück, Politiker, Krankenpfleger, Onkel von Jean-Claude Juncker
- Johann-Anton Zinnen (1827–1898), Komponist der luxemburgischen Nationalhymne
- Michael Hermesdorff (1833–1885), Domorganist und Dommusikdirektor von Trier, Musikwissenschaftler, Herausgeber der Zeitschrift „Cäcilia“ und bedeutender Choralforscher, wirkte hier von 1852 bis 1855 als Organist und Musiklehrer